# Britannia inferiore
La Britannia Inferiore era una provincia della Britannia creata agli inizi del III secolo dall'imperatore romano Settimio Severo.

## Storia
I suoi governatori, di rango pretorio, erano di rango inferiore a quelli della Britannia superiore, di rango consolare. La capitale era Eboracum (odierna York).
Testimonianze epigrafiche hanno gettato luce sull'estensione di questa provincia che comprendeva l'odierna Inghilterra settentrionale dai Monti Pennini al Vallo di Adriano. 
Agli inizi del V secolo la provincia fu divisa in Britannia Secunda nel nord (con capitale a Eboracum) e Flavia Caesariensis nel sud (con capitale a Lindum). 